# Central Campesina Cardenista
La Central Campesina Cardenista es una agrupación de izquierda mexicana, que busca proteger los derechos de los campesinos, jornaleros, pequeños y medianos productores, mujeres rurales, mujeres indígenas, comunidades marginadas de México, trabajadores agrícolas, emigrantes, jóvenes y jornaleros sin tierra.

## Central Campesina Cardenista
Central Campesina Cardenista. Nace el 10 de abril de 1988 en una asamblea nacional campesina en el zócalo de Xochimilco, Distrito Federal, convocada por el Frente Democrático Nacional y en apoyo a Cuauhtémoc Cárdenas Solórzano, para la contienda electoral de ese año. Según su dirigente desde 1994, Max Agustín Correa, la CCC surge “como alternativa para millones de campesinos e indígenas que abandonaron entonces a las organizaciones corporativas del PRI, que ya no representaban genuinamente sus intereses”, aunque la historia reporta también que la CCC resultó de una escisión de la Unión Nacional de Trabajadores Agrícolas (UNTA). Según datos de la agrupación, cuenta con 300 mil afiliados en 480 municipios, y sólo está ausente en Colima y Aguascalientes. Entre sus socios hay grupos enteros (ejidos, comunidades, cooperativas, etcétera) a los cuales denomina “comités campesinos para el desarrollo”. La CCC brinda unos 40 servicios, entre ellos apoyo para la regularización de la tenencia de la tierra, microfinanciamiento y formulación y gestión de proyectos. Poco después de su constitución, la CCC se integró en la estructura del hoy extinto Partido del Frente Cardenista de Reconstrucción Nacional (PFCRN). Este lazo se rompió en octubre de 1994 y la CCC modificó sus estatutos y determinó mantenerse al margen de los partidos políticos. Max Correa afirma que la mayoría de los miembros de la CCC militan en el PRD o en otras expresiones de izquierda.

## Historia de la Central Campesina Cardenista
La Central Campesina Cardenista tiene varias raíces, la principal es el Partido Socialista de los Trabajadores (PST), agrupación política que apareció desde 1973 y que para 1979 obtuvo su registro oficial para contender en procesos electorales y tener derecho a representación legislativa y puestos de gobierno. La lucha del PST en los años setenta contó con varios aciertos. Uno de ellos fue el de considerar que los cambios que el país requería no necesariamente debían producirse por fuera del marco institucional, por el contrario, la Constitución Política era una base suficiente para alcanzar las transformaciones e incluso el socialismo por vía pacífica. Dicha consideración partía de observar a la Constitución de 1917 como un proyecto revolucionario, que de ser aplicado en su profundidad, permitiría cambiar la realidad más allá de lo esperado, tal como lo había demostrado el sexenio del General Lázaro Cárdenas del Río. Esto hacia que el PST fuera un organismo muy cercano al nacionalismo revolucionario, por lo que sus posiciones socialistas fueran muy distintas a las expresiones marxistas de la época como el Partido Comunista o el abiertamente trotskista Partido Revolucionario de los Trabajadores.
El otro acierto del PST fue el de encabezar la lucha campesina enarbolando el “Manifiesto 20 de noviembre”, suscrito por dirigentes campesinos del partido perteneciente a 15 estados de la República, con especial participación del estado de Veracruz, reunidos el 18 de noviembre de 1973.
Este manifiesto planteó la liquidación definitiva del neolatifundismo, la colectivización o propiedad social de la tierra, la organización unitaria y alternativa de los campesinos y los obreros a nivel nacional; la protección de los recursos nacionales en beneficio del pueblo, así como el reconocimiento de la institución presidencial y el Estado, en tanto fueran una garantía efectiva de los derechos de los trabajadores y el campesinado. A partir de este momento, el PST impulsó una lucha entre los campesinos que desembocó en la formación de la Unión Nacional de Trabajadores Agrícolas (UNTA), a mediados de 1977. Desde un inicio, la UNTA fue constituida con los sindicatos de productores de café y tabaco, así como de jornaleros y solicitantes de tierras, representando a los estados de Chiapas, San Luis Potosí, Hidalgo, Puebla, Guerrero, Veracruz, Colima y Oaxaca.
Constituida la UNTA comenzó una etapa de lucha entre 1977 y 1982, en que destacaron la organización de trabajadores agrícolas tabacaleros y del café en al menos 12 estados, la lucha contra la violencia de los caciques y sus guardias blancas en Veracruz, Chiapas, Jalisco, San Luis Potosí, Aguascalientes y Estado de México; la presión a las autoridades para resolver sobre la afectación de latifundios, el repudio a la presencia transnacional y monopolista, en los sectores del tabaco y el café; así como las jornadas de toma de tierras de 1980 (25 mil campesinos tomaron 150 mil hectáreas) y la marcha nacional campesina de finales de agosto de 1982, denominada “La tierra y su producto para quienes la trabajan”. En estos nueve años, la UNTA no sólo creció y se consolidó en su presencia nacional, sino que estableció un programa agrario muy sólido, así como formas de lucha muy concretas. Destaca de este último aspecto el reiterado uso de las negociaciones y el diálogo con las instancias oficiales, ya fuera la Presidencia de la República o la Secretaría de la Reforma Agraria, con medidas de fuerza -tomas de tierras o de dependencias públicas-; creando un estilo de lucha que no desconocía los canales y mecanismos legales, pero que tampoco eludía la necesidad del combate frontal al caciquismo y sus aliados gubernamentales en los estados y regiones del país.
Cabe decir que la actuación de la UNTA en el periodo del 77 al 82, no fue fácil, dado que el nuevo gobierno de José López Portillo impuso un contexto adverso. Esta administración federal decidió no considerar a los campesinos pobres -menos aún a jornaleros y obreros agrícolas- como sujetos protagónicos de la recuperación productiva y alimentaria del campo en México. En su lugar apoyó a los empresarios agrícolas, por lo que fue tipificado como delito federal la invasión de tierras, lo que dio paso a una etapa de represiones que cobró 244 detenidos y 242 asesinatos de líderes y militantes del movimiento campesino en general en todo el país.
Para los años ochenta, ante la coyuntura electoral que se avecinaba en 1988, el PST se transformó en el Partido del Frente Cardenista de Reconstrucción Nacional (PFCRN), en 1987.
Esta agrupación política es una segunda raíz de la CCC, muchos de los militantes y dirigentes de nuestra actual organización fueron fieles y combativos miembros de dicho partido. El PFCRN se perfiló especialmente para contender en las elecciones presidenciales de 1988, apoyando la candidatura del Ing. Cuauhtémoc Cárdenas Solórzano, lo que hizo que el partido del frente cardenista fuera parte de la alianza registrada como Frente Democrático Nacional (FDN). Fue precisamente el PFCRN el que tipificó al cardenismo como un pensamiento político con el que se podía guiar a la organización, luchar por las demandas del pueblo, la democracia y aún incluso alcanzar el socialismo. También fue el PFCRN el que diera cuerpo a la propuesta del Ing. Cárdenas de formar un nuevo organismo campesino, es decir, la futura CCC.

## Como nació la Central Campesina Cardenista
En 1988 el país se encontraba en una complicada situación. Por un lado la crisis económica se mantenía, generando una amplia masa de pobreza y provocando una creciente migración de compatriotas, especialmente campesinos, hacia las grandes ciudades o a Estados Unidos, puesto que el campo ya no daba las condiciones necesarias para una vida digna. Por otro lado, el régimen político estaba todavía dominado por el PRI, de modo que el autoritarismo era la regla fundamental para el país, haciendo que la democracia fuera una demanda vigente. La situación se hacía más complicada ante el hecho de que el candidato del PRI era Carlos Salinas de Gortari, un claro representante del autoritarismo priísta y quien amenazaba con agudizar la crisis económica y la pobreza, a través de potenciar el llamado modelo neoliberal.
La respuesta del movimiento democrático y de izquierda fue la de apoyar la candidatura del Ing. Cuauhtémoc Cárdenas Solórzano, antiguo priísta que junto con otros había escindido del partido oficial ante la imposibilidad de democratizar a dicha agrupación. El Ing. Cárdenas encarnaba el proyecto contrario al priísta y salinista, puesto que pretendía darle solución a la crisis especialmente al promover el desarrollo incluyente y protegiendo el mercado interno, para que todos tuvieran una garantía de crecimiento. Entre las organizaciones que se sumaron a esta candidatura estuvo el PFCRN, de lo que derivó la aparición de la CCC.
En este contexto, el 6 de marzo de 1988, en Poza Rica, Veracruz, precisamente en un acto de campaña del Ing. Cuauhtémoc Cárdenas, los dirigentes del PFCRN, Rafael Aguilar Talamantes; de la UNTA, Jorge Amador Amador; del Movimiento Nacional de los Cuatrocientos Pueblos, César del Ángel, y hasta de la Alianza Nacional de los Trabajadores, del PPS, Manuel Fernández, convocaron a la integración de dicho organismo, hacia mediados del mes siguiente.
El 10 de abril de 1988, en el zócalo de la delegación Xochimilco, del Distrito Federal, se realizó el Primer Congreso Nacional Campesino, instancia que tuvo como fin fundamental acordar, organizar y convocar a la constitución de la que fue denominada Central Campesina Cardenista, asumiendo desde un principio que ésta debería erigirse como una organización independiente de los partidos políticos, del gobierno, los liderazgos caudillistas y las personalidades destacadas. Este Congreso Campesino tuvo una amplia participación dado que lo que representaba era una respuesta organizada ante el daño sufrido ampliamente a los pequeños y medianos productores y otros sectores del campo, que no estaban contemplados dentro del nuevo modelo económico neoliberal. Gracias a esto fue que se obtuvo la respuesta de líderes y bases de distintas organizaciones campesinas, como la propia CNC, así como de la CIOAC, la UNTA, la CCI y el Movimiento Nacional de los 400 Pueblos, entre otros, que pasaron a integrar la CCC.

## Ejes de La Organización
El Congreso Nacional Extraordinario, celebrado el 28 de noviembre de 2008, fecha en la que cumplimos 20 años deI nacimiento de nuestra organización aprobamos de manera unánime nuestro Plan Estratégico,, con siete directrices estratégicas fundamentales para reorientar el rumbo de Ia lucha de la Central Campesina Cardenista en el campo mexicano, respetando en todo momento la declaración de principios, nuestro programa de acción y nuestros estatutos.
La Central Campesina Cardenista ha diseñado un conjunto de estrategias (doce), de las cuales las 7 más importantes son las Directrices del Plan, enunciándose a continuación:
1. Diseñar e implementar un Programa Integral de Capacitación y Educación continua e implementar una escuela de formación ideológica de cuadros.
2. Implementar la base de datos de los asociados y beneficiarios de la Central Campesina Cardenista
3. Fortalecer a los intermediarios financieros de la organización.
4. Identificar y conocer los servicios que ofrece la CCC.
5. Diseñar y proponer alternativas de políticas públicas y establecer mecanismos de apropiación de las mismas.
6. Fortalecer el sistema y órganos de comunicación de la CCC.
7. Participación Política.

## Secretariado Nacional de la Organización
Secretariado Nacional De la Organización (2010 - 2013)
- Max Agustín Correa Hernández - (Secretario General)
- Moisés Reyes Fausto - (Secretario de Organización)
- Cosme Amaro García - (Secretario de Finanzas y Patrimonio)
- Santiago Domínguez Luna - (Secretario de Desarrollo Rural)
- Mario Alberto Reyes Cantú - (Secretario de Asuntos Agrarios e Indígenas)
- Juan Pablo Castañeda Lizardo - (Secretario de la Juventud)
- Juan Carlos Ramírez Díaz - (Secretario de Bienestar Social)
- Ignacio García Ponce - (Secretario de Educación y Formación de Cuadros)
- Luz Carlos Moreno Pérez - (Secretario de Asuntos Jurídicos y Derechos Humanos)
- Carmen Antuna Cruz - (Secretaria de Organismos Financieros Rurales)
- Jesús Ramírez Solís - (Secretario de Asalariados del Campo y Migrantes)
- Manuel Castillo Durán - (Secretario de Asuntos Electorales)
- María Eugenia Rojano Valdé - (Secretaria de la Mujer)
- Julio César Cervantes Ortega - (Secretario de Comunicación Social)
- Jorge Omar Velazquez Espinoza - (Red Cardenista de Prestadores de Servicios Profesionales)

Secretariado Nacional De la Organización (2013 - 2016)
- Max Agustín Correa Hernández - (Secretario General)
- Moisés Reyes Fausto - (Secretario de Organización)
- Maria Eugenia Rojano Valdes - (Secretario de Finanzas y Patrimonio)
- Santiago Domínguez Luna - (Secretario de Desarrollo Rural)
- Edilberto Castillo - (Secretario de Asuntos Agrarios e Indígenas)
- Yair Uriyyà Malpica Calzada - (Secretario de la Juventud)
- Juan Carlos Ramírez Díaz - (Secretario de Bienestar Social)
- Ignacio García Ponce - (Secretario de Educación y Formación de Cuadros)
- Luz Carlos Moreno Pérez - (Secretario de Asuntos Jurídicos y Derechos Humanos)
- Carmen Antuna Cruz - (Secretaria de Organismos Financieros Rurales)
- Cosme Amaro Garcia - (Secretario de Asalariados del Campo y Migrantes)
- Manuel Castillo Durán - (Secretario de Asuntos Electorales)
- Edith Cruz - (Secretaria de la Mujer)
- Julio César Cervantes Ortega - (Secretario de Comunicación Social)
- Jorge Omar Velazquez Espinoza - (Red Cardenista de Prestadores de Servicios Profesionales)